# San Cebrián de Mudá
San Cebrián de Mudá è un comune spagnolo di 197 abitanti situato nella comunità autonoma di Castiglia e León.

## Il bisonte europeo
Grazie al programma "REWILDING EUROPE", nel giugno del 2010 è stato aperto un centro per la riproduzione e la conservazione del bisonte europeo; sono qui giunti sette esemplari provenienti dalla Foresta di Białowieża in Polonia. Il centro è costituito da un museo sul bisonte europeo e da aule didattiche. I sette esemplari, che si sono subito riprodotti, si trovano per ora in un recinto con boschi e prati vasto venti ettari, ma è allo studio il loro trasferimento in un'area boschiva vasta circa 400 ettari. Nel giugno 2012 sono giunti altri sei esemplari adulti, provenienti dalla riserva di Oostvaardersplassen nei Paesi Bassi.